# Campeonato Acriano de Futebol da Segunda Divisão de 2011
O Campeonato Acriano de Futebol da Segunda Divisão de 2011 foi a 3ª edição do torneio, 1º organizada pela Federação de Futebol do Estado do Acre, cuja última edição ocorrera 34 anos antes, em 1977. Na época, o campeão foi o São Francisco.

## Regulamento
A competição é disputada em turno único, com as seis equipes se enfrentando entre si. As quatro agremiações mais bem posicionadas no torneio se enfrentarão no sistema de cruzamento olímpico (1º x 4º e 2º x 3º). Os vencedores se enfrentarão em dois jogos na final.

## Participantes
| Equipe        | Cidade          | Em 2010         | Estádio                       | Capacidade | Títulos - 2ª   | Participações |
| Acriano       | Rodrigues Alves | Estreante       | Estádio José Agostino de Melo | 2 000      | 0 (não possui) | 1             |
| Andirá        | Rio Branco      | 10º (Rebaixado) | José de Melo                  | 6 000      | 0 (não possui) | 1             |
| Amax          | Xapuri          | Estreante       | Álvaro Abrahão                | 2 000      | 0 (não possui) | 1             |
| Galvez        | Rio Branco      | Estreante       | José de Melo                  | 6 000      | 0 (não possui) | 1             |
| São Francisco | Rio Branco      | Estreante       | José de Melo                  | 6 000      | 1 (1977)       | 1             |
| Vasco da Gama | Rio Branco      | 9º (Rebaixado)  | José de Melo                  | 6 000      | 0 (não possui) | 1             |

## Primeira fase

### Primeira rodada
| 16 de julho de 2011 | São Francisco | 0 – 4     | Acriano                                     | Estádio Florestão, Rio Branco                                |
| 16:00 h (UTC−5)     |               | Relatório | Eder ?' · Willame 34' · Gato 75' · Doni 91' | Árbitro: José Lima Auxiliares: João Jácome e Justino Aprígio |

- São Francisco: Cícero; Latino (José), Jackson, Aranha, Talison (Paulo César), Santo (Robinho). Leo, Porto Acre, Pelezinho, Novo e Jhon. Técnico: Torres.
- Acriano: Diego; Nego, Aslan, Gato, Gladson, Eder, Doni, Willame, Henrique (Roque), Washington (Romário) e Valdo. Técnico: Ionay da Luz.

| 16 de julho de 2011 | Amax | 0 – 0     | Vasco da Gama | Estádio Álvaro Felício Abrahão, Xapuri |
| 16:00 h (UTC−5)     |      | Relatório |               |                                        |

| 17 de julho de 2011 | Galvez      | 1 – 3     | Andirá                             | Estádio Florestão, Rio Branco |
| 16:00 h (UTC−5)     | Marcelo 24' | Relatório | Velasquez 26' (C) · Moisés 78' 80' | Público: 53 pagantes          |

### Segunda rodada
| 19 de julho de 2011 | Acriano                      | 2 – 1     | Amax      | Estádio Florestão, Rio Branco                                               |
| 16:00 h (UTC−5)     | Aislan ?' · Henrique 41' (P) | Relatório | Gereca ?' | Árbitro: Antonio Nericlaudio Auxiliares: Rossiane Amorim e Rodomilson Lucas |

- Acriano: Diego; Nego, Aslan, Gato, Gladson, Eder, Doni, Willame (Roque), Henrique, Washington (Romário) e Valdo. Técnico: Ionay da Luz.
- Amax: Tiago; Santino, Pé de Ferro, Otávio e Zagallo; Amaral, Advan, Rael (Eduardo), Rafael, Gereca (Anderson) e Elenilson (Esquerda). Técnico: José Ribamar.

| 20 de julho de 2011 | Andirá                                                         | 6 – 3     | São Francisco                | Estádio Florestão, Rio Branco                                                   |
| 16:00 h (UTC−5)     | Moisés 12' ?' 81' · João Paulo ?' · Kinho 85' (P) · Dionei 88' | Relatório | Novo 40' · Pelezinho 67' 89' | Público: 92 Árbitro: Vildomar Cabral Auxiliares: Janilda Melo e Adriano Formiga |

- Andirá: Daniel Zaire; Maurinho, Hulan, Edilio e Fábio; Kinho, Rogério (Pipoca), João Paulo e Gerson; Moisés e Sandro. Técnico: João.
- São Francisco: Silvio; Diemerson, Zé Antonio, Jackson e Marlon; Porto Acre, Ovelha, Leo e Paulinho; Pelezinho e Novo. Técnico: Torres.

### Terceira rodada
| 23 de julho de 2011 | Acriano                                    | 3 – 2     | Andirá                    | Estádio Florestão, Rio Branco |
| 16:00 h (UTC−5)     | Willame ?' · Naim 77' · Washington 89' (P) | Relatório | João Paulo 39' · Hulan ?' |                               |

| 24 de julho de 2011 | São Francisco | 0 – 1     | Amax          | Estádio Florestão, Rio Branco |
| 16:00 h (UTC−5)     |               | Relatório | Renatinho 85' |                               |

### Quarta rodada
| 28 de julho de 2011 | Amax                  | 3 – 1     | Galvez  | Estádio Álvaro Felício Abrahão, Xapuri |
| 16:00 h (UTC−5)     | Rafael ?' · Gereca ?' | Relatório | Joel ?' |                                        |

| 30 de julho de 2011 | Vasco da Gama            | 3 – 0 | São Francisco | Estádio Florestão, Rio Branco |
| 11:00 h (UTC−5)     | Ciro ?' · Josi ?' (P) ?' |       |               |                               |

### Quinta rodada
| 2 de agosto de 2011 | Andirá                     | 3 – 2 | Vasco da Gama | Estádio Florestão, Rio Branco |
| 16:00 h (UTC−5)     | Eduardo ?' · João Paulo ?' |       | Josi ?'       |                               |

- Andirá: Daniel; Maurinho, Hulan, Edilio e Fábio; Kinho, Rogério, João Paulo e Sandro; Moisés (Jeferson) e Eduardo. Técnico: Afonso Alves.
- Vasco da Gama: Diego, Januário, Djailton, Ceildo e Jeferson Castanheira; Carnaúba (Testinha), Renato e Tragodara e Ciro (Valter); Josi e Lelão. Técnico: Jangito.

| 5 de agosto de 2011 | São Francisco   | 1 – 4     | Galvez                                   | Estádio Florestão, Rio Branco |
| 16:00 h (UTC−5)     | Paulinho ?' (P) | Relatório | Esquerdinha ?' · Márcio ?' · Anailton ?' |                               |

| 5 de agosto de 2011 | Amax                     | 2 – 1 | Andirá   | Estádio Álvaro Felício Abrahão, Xapuri |
| 19:00 h (UTC−5)     | Elenilson ?' · Adivan ?' |       | Laion ?' |                                        |

### Sexta rodada
| 10 de agosto de 2011 | Acriano | 0 – 3 | Vasco da Gama                       | Estádio Florestão, Rio Branco |
| 19:00 h (UTC−5)      |         |       | Lelão 19' 62' · Marcelo Cabeção 69' |                               |

| 13 de agosto de 2011 | Galvez                  | 2 – 1 | Acriano | Estádio Florestão, Rio Branco |
| 16:00 h (UTC−5)      | Márcio ?' · Anailton ?' |       | ?'      |                               |

| 16 de agosto de 2011 | Vasco da Gama                    | 2 – 3     | Galvez                               | Estádio Florestão, Rio Branco                                                                  |
| 16:00 h (UTC−5)      | Josi ?' (P) · Marcelo Cabeção ?' | Relatório | Esquerdinha ?' · Joel ?' · Ozéias ?' | Público: 40 pagantes Árbitro: Antonio Nericlaudio Auxiliares: Josiane Amorim e Charles Antonio |

| Pos | Times         | Pts | J | V | E | D | GP | GC | SG  | Classificação                |
| --- | ------------- | --- | - | - | - | - | -- | -- | --- | ---------------------------- |
| 1   | Amax          | 10  | 5 | 3 | 1 | 1 | 6  | 3  | +3  | Classificados à próxima fase |
| 2   | Andirá        | 9   | 5 | 3 | 0 | 2 | 14 | 10 | +4  | Classificados à próxima fase |
| 3   | Acriano       | 9   | 5 | 3 | 0 | 2 | 10 | 8  | +2  | Classificados à próxima fase |
| 4   | Galvez        | 9   | 5 | 3 | 0 | 2 | 11 | 10 | +1  | Classificados à próxima fase |
| 5   | Vasco da Gama | 7   | 5 | 2 | 1 | 2 | 10 | 6  | +4  |                              |
| 6   | São Francisco | 0   | 5 | 0 | 0 | 5 | 4  | 18 | -14 |                              |

## Semifinais
| 21 de agosto de 2011 | Andirá       | 1 – 1     | Acriano        | Estádio Arena da Floresta, Rio Branco |
| 17:00 h (UTC−5)      | Jeferson 86' | Relatório | Washington 52' |                                       |

| 22 de agosto de 2011 | Amax                          | 2 – 4 | Galvez                                  | Estádio Arena da Floresta, Rio Branco |
| 19:00 h (UTC−5)      | Bergson 74' · Pé de Ferro 83' |       | Esquerdinha 2' · Neto 5' · Joel 35' 53' |                                       |

## Final
| 24 de agosto de 2011 | Galvez          | 1 – 2     | Andirá                       | Estádio Florestão, Rio Branco                                                           |
| 16:00 h (UTC−5)      | Esquerdinha 58' | Relatório | João Paulo 38' · Eduardo 48' | Público: 194 pagantes Árbitro: Carlos Santos Auxiliares: Adriano Formiga e Janilda Melo |

- Andirá: Daniel; Ceziane, Mário Augusto, Marquinhos Costa e Fábio; Kinho, Sandro, João Paulo (Laion) e Jeferson (Edilio); Moisés e Eduardo (Rickson). Técnico: Afonso Alves.
- Galvez: Cleverson; Marcio, Velasquez, Zidane e Igor (Oseas); William, Geilde (Mizael), Tom, Esquerdinha, Joel e Loló (Nailton). Técnico: Arthur de Oliveira.

| 27 de agosto de 2011 | Andirá                                         | 2 – 1     | Galvez   | Estádio Florestão, Rio Branco                                                             |
| 08:00 h (UTC−5)      | Kinho 90+12' (prorr.) · Sandro 90+29' (prorr.) | Relatório | Joel 55' | Público: 114 pagantes Árbitro: Antonio Santos Auxiliares: Rodomilson Lucas e Edmundo Lira |

- Andirá: Daniel; Ceziane, Edilio, Marquinhos Costa e Fábio; Kinho, Sandro, João Paulo (Laion) e Jeferson; Moisés e Eduardo (Davi). Técnico: Afonso Alves.
- Galvez: Cleverson; Márcio, Velasquez (Afonso), Zidane e Xavier; William, Geilde (Mizael), Tom, Esquerdinha, Joel e Loló (Marquinhos Bombeiro). Técnico: Arthur de Oliveira.

## Premiação
| Campeonato Acriano da Segunda Divisão 2011 |
| Andirá                                     |
| ------------------------------------------ |
| Andirá (Rio Branco) Campeão (1º título)    |